# Vena del bulbo del vestíbulo
La vena del bulbo del vestíbulo (TA: vena bulbi vestibuli) es una vena que drena sangre desde el bulbo del vestíbulo, en la vagina, hacia la vena pudenda interna.